# Pentadiplandra brazzeana
Pentadiplandraceae é uma família de plantas com flor pertencente à ordem das Brassicales. O grupo é um táxon monotípico que contém apenas o género Pentadiplandra, que é por sua vez monotípico, integrando apenas a espécie Pentadiplandra brazzeana, uma planta arbustiva originária das regiões tropicais da África Ocidental.

## Descrição
A espécie foi descrita em 1985 por Marcel Hladik e Anette Hladik, investigadores do Museu Nacional de História Natural de Paris (em francês:  Muséum national d'histoire naturelle), que a redescobriram quando estudavam os hábitos alimentares dos hominídeos (Hominoidea) no Gabão. Nesse estudo assinalaram a presença de um potente edulcorante natural nas bagas da planta, o que despertou forte interesse na comunidade científica.
A espécie ocorre no Gabão e nos Camarões, República Centro Africana, Nigéria, Zaire e norte de Angola, onde o fruto é consumido desde tempo imemorial pelas populações indígenas e pelos grandes macacos. Os frutos da planta são doces em extremo, ao ponto de terem merecido o nome comum de "oubli" (francês para "esquecimento") no Gabão, porque o seu sabor ajudaria as crianças a esquecer o leite materno, pois quando o comem desinteressam-se de ver as suas mães.
O poder edulcorante do fruto deve-se à presença de duas proteínas de sabor muito doce, pentadina (descoberta em 1989) e brazzeina (descoberta em 1994). A brazzeina é 2000 vezes mais doce que o açúcar comum e tem baixo valor calórico.